# 階乗素数
階乗素数（かいじょうそすう、英: factorial prime）とは、階乗との差が 1 である素数のことである。つまり、n! ± 1（n は自然数）と表される素数のことである。
階乗素数は少ないことと、自然数の中でしばしば合成数が連続して存在することが説明できる。n! ± k (2 ≤ k ≤ n) は 2 以上の自然数 k で割りきれるから、連続する n − 1 個の合成数である。例えば、素数 13! − 23 = 6227020777 の次の素数は 13! + 67 = 6227020867 であり、これらの間の89個の自然数はすべて合成数である。しかし、2つの素数の間の長いギャップはこの方法により得られるものがすべてではない。例えば、素数  360653 と 360749 の間には95個の合成数が並んでいる。
2022年1月現在49個の階乗素数が知られており、その中で最大のものは 308084! + 1 である。十進法表示したときの桁数は144万9771桁にも及ぶ。

## n! + 1型の階乗素数
n! + 1 が素数となる 0 以上の整数 n は、小さい順に次のようになる。
 0, 1, 2, 3, 11, 27, 37, 41, 73, 77, 116, 154, 320, 340, 399, 427, 872, 1477, 6380, 26951, 110059, 150209, 288465, …（オンライン整数列大辞典の数列 A2981）
このときの実際の素数はオンライン整数列大辞典の数列 A088332を参照。
- 3! + 1 = 7 であるが、n ≥ 11 以降、急に大きくなる。
11! + 1 = 39916801
27! + 1 = 10888869450418352160768000001

## n!−1型の階乗素数
n! − 1 が素数となる 0 以上の整数 n は、小さい順に次のようになる。
3, 4, 6, 7, 12, 14, 30, 32, 33, 38, 94, 166, 324, 379, 469, 546, 974, 1963, 3507, 3610, 6917, 21480, 34790, 94550, 103040, 147855, 208003, …（A2982）
このときの実際の素数はオンライン整数列大辞典の数列 A055490を参照。
- 7! − 1 = 5039 であるが、n ≥ 12 以降、急に大きくなる。
12! − 1 = 479001599
14! − 1 = 87178291199

## その他
- n! ± 1 が共に素数となる自然数 n は 3 のみが知られているだけで、他にそのような自然数 n は未だに発見されていない。
- n! + 1 もしくは n! − 1 の素数も合成数も無数に存在するかはわかっていない。
- n! + 1に関してはウィルソンの定理より合成数が無数に存在することが素数の無限性より容易に示せる。